# 5G

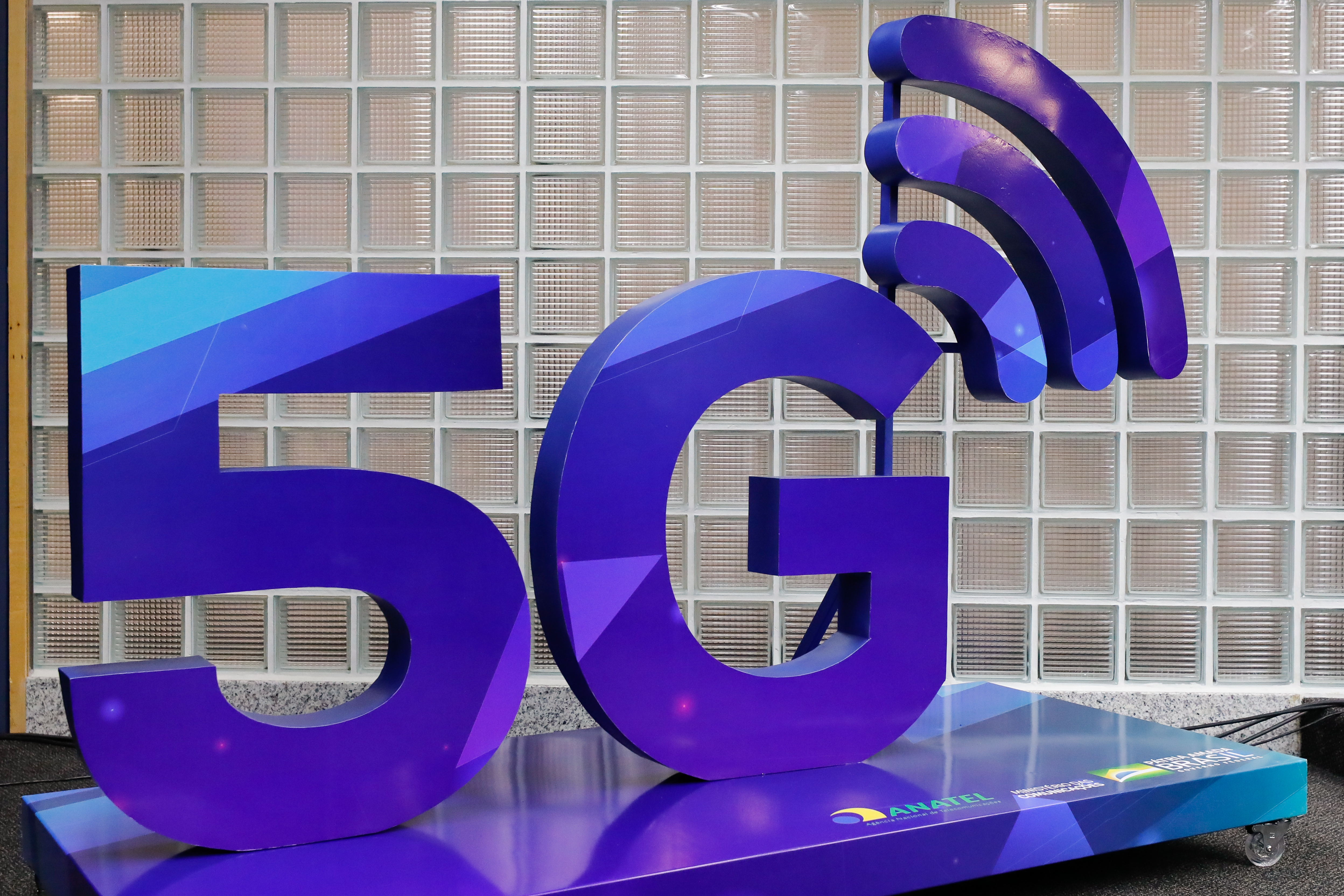

5G (англ. 5th Generation) — п'яте покоління мобільних мереж або п'яте покоління бездротових систем. Назва, яку використовують у деяких наукових працях та проєктах для позначення наступних телекомунікаційних стандартів для мобільних мереж після стандартів 4G/IMT-Advanced.
Станом на початок 2018 року ця технологія не була повністю визначена у міжнародних стандартах, а лише перебувала у стані розробки. Першим стандартом цієї технології став ухвалений наприкінці 2017 року стандарт англ. New Radio (NR). Передбачено, що розгортання нових технологій відбуватиметься в декілька етапів. Спочатку буде впроваджено 5G NR Non stand-alone, яка використовує наявну мережу 4G LTE eNB.

## Загальна характеристика

### Основні показники
Станом на початок 2017 року офіційного стандарту 5G не було прийнято, роботи над його розробкою тривали в міжнародних організаціях.
Передбачено, що 5G забезпечуватиме швидшу передачу даних у порівнянні з 4G, зробить можливим щільніше розташування пристроїв, та надасть можливості для прямої взаємодії між різними пристроями.
Також дослідники прагнуть скоротити затримки та зменшити споживання електричної енергії (важливо для мобільних пристроїв та пристроїв типу «інтернет речей») у порівнянні з 4G.
Серед іншого, стандарт 5G має забезпечити такі характеристики:
- пікова швидкість завантаження даних на одну базову станцію до 20 Гб/с
- швидкість завантаження даних до 100 Мб/c та вивантаження до 50 Мб/c для одного абонента
- можливість абонентському пристрою рухатись зі швидкістю до 500 км/год між базовими станціями (наприклад, у швидкісному потязі)
- можливість пристроям перемикатись між режимом заощадження енергії та повністю робочим за 10 мс
- затримки (англ. latency) до 4 мс за сприятливих умов, і до 1 мс для спеціалізованих з'єднань
- поліпшена ефективність використання радіочастотного спектру
- передача даних зі швидкістю 1 Гб/c водночас для багатьох користувачів на одному поверсі будівлі
- можливість роботи до 1 млн пристроїв на 1 км²[5].

Деякі інженери припускають, що малі затримки разом із високою швидкістю передачі даних дозволять передати дедалі більшу частину обробки і зберігання даних зі смартфонів на потужніші сервери в хмарах. Але навіть якщо кінцевий споживач і не помітить усіх переваг нових технологій, наявні у ній можливості можуть стати в пригоді пристроям типу «інтернет речей» та іншим вбудованим і «розумним» комп'ютерним системам.
Низькі затримки та висока швидкість передачі даних мереж 5G може стати в пригоді не лише «інтернету речей», а й системам управління безпілотними автомобілями.
Очікується, що бездротова технологія блискавичного інтернету наступного покоління зможе забезпечити не тільки живлення самокерованих автомобілів, а й віртуальну реальність, розумні міста та мережевих роботів.
Зв'язок 5G використовує два діапазони електромагнітних хвиль — FR1 (600—6000 МГц) та FR2 (24—100 ГГц).

### Основні технології
Досягнення поставлених показників роботи мереж п'ятого покоління потребуватиме використання нових технологій. Зокрема, очікується, що в мережах 5G буде використано такі технології:
- Передавання даних радіохвилями у міліметровому діапазоні (буде обраний сегмент у діапазоні 30—300 ГГц).
- Малі базові станції повинні розв'язати проблеми із швидким згасанням міліметрових хвиль. Очікується, що ці станції матимуть низьке енергоспоживання, малі габарити, будуть портативними, а оператори стільникового зв'язку матимуть можливість встановлювати їх тисячами на відстані 250 м одна від одної.
- Базові станції матимуть масиви MIMO. Технологія MIMO вже наявна в базових станціях 4G, але в них є лише 8 портів для передачі та 8 для отримання даних. В базових станціях 5G таких портів вже буде порядку кількох сотень, що буде реалізовано на основі багатоелементних цифрових антенних решіток[10][11][12].
- Потреба у технології BeamForming продиктована проблемами з інтерференцією хвиль через збільшення портів вводу-виведення MIMO.
- Передавання даних між абонентом та базовою станцією в режимі повного дуплексу.
- Підвищення спектральної ефективності на основі неортогонального множинного доступу (NOMA) та різних варіантів неортогональних за частотою (N-OFDM) сигналів.
- кодування LDPC.

## Проєктування
Станом на 2013 рік вже проєктуються мобільні мережі п'ятого покоління (5G), що обіцяють пропускну здатність в десятки разів більшу ніж в мережах 4G (наприклад, LTE). Для високошвидкісної передачі даних пропонується використовувати міліметровий діапазон радіохвиль із частотою від 30 до 300 ГГц. Теоретично мобільні мережі п'ятого покоління (5G) дозволять передавати інформацію зі швидкістю до 10 Гбіт/с та часом відповіді («латентністю») менше 1 мілісекунди, що задовольнить будь-які сучасні потреби із завантаження контенту.
Перші специфікації Non-Standalone 5G NR (англ. New Radio) були затверджені наприкінці 2017 року на засіданні консорціуму 3GPP (3rd Generation Partnership Project). Вони описують неавтономні архітектуру мереж 5G і служитимуть орієнтиром на початку для розгортання мереж 5G на основі вже наявних базових станцій LTE. Також триває робота над специфікаціями мереж Standalone 5G, які нарешті й замінять 4G LTE. Специфікації Non-Standalone 5G NR включають підтримку низькочастотного (600 МГц, 700 МГц), середньочастотного (3,5 ГГц) і високочастотного (50 ГГц) спектра.
На початку 2018 року дослідники з Шанхайського інституту зв'язку та обробки даних із Шанхайського університету (КНР) розробили фазовану антенну решітку для встановлення у мобільні телефони з металевим корпусом, здатну працювати на частотах в діапазоні 28 ГГц. Імовірно, подібні технології відіграватимуть важливу роль в телефонах 5G, оскільки дозволять реалізувати принципи BeamForming на хвилях міліметрової довжини.

## Тестування
Компанія Samsung, у середині 2013 р., у результаті проведених власних експериментів із прототипом електронної системи з обміну даних на частоті 28 ГГц між двома отримувачами, які рухалися зі швидкістю близько 8 км/год, досягнула швидкості передачі 1,056 Гбіт/с. Відстань при цьому становила приблизно 2 км прямої видимості.
Натомість, станом на початок 2014 р., відомо, що ключові всесвітні вендори обладнання мереж мобільного зв'язку, такі як Nokia, Ericsson, Huawei, Samsung у свою чергу інтенсивно працюють над розробленням, створенням та тестуванням телекомунікаційного обладнання для технології 5G у власних дослідницьких центрах. Зокрема, у другому за величиною європейському R&D центрі компанії Nokia Solutions and Networks, розташованому у польському місті Вроцлаві, проводиться серйозна робота з експериментального дослідження етерного інтерфейсу даної технології й створення відповідного програмного забезпечення для функціонування мобільних мереж на її основі. Його керівник Бартош Цєплюх у вересневому інтерв'ю «Польському радіо» відзначив, що істотний розвиток технології 4G/5G отримують й завдяки плідній співпраці у центрі сильних ІТ-команд з українців, румунів, іспанців з польськими інженерами. Іншим фактом, що підтверджує серйозність намірів Nokia щодо здобуття першості у розвитку технології 5G та виведені її на ринок телекому, є об'єднання зусиль із потужною високотехнологічною компанією National Instruments задля створення експериментальної концептуальної системи 5G, реалізованої із застосуванням NI LabVIEW та модульних приладів NI PXI, які є на сьогодні найбільш сучасною системою для проведення експериментів і швидкого створення прототипів радіоінтерфейсу 5G.
У 2016 році з'явилися відомості про те що корпорація Google проводить випробування можливості підключення до 5G інтернету за допомогою безпілотних дронів. Проєкт в рамках якого проходять тестування, носить кодову назву Skybender
Також 22 лютого 2016 року американська компанія Verizon заявила про початок тестування мереж 5G. Компанія обіцяє, що технологія дозволить забезпечити «швидкість кілька гігабайт на секунду і мілісекунди затримки».
У кінці вересня 2017 року шведська компанія Ericsson і провідний японський оператор мобільного зв'язку KDDI уклали партнерську угоду про спільне тестуванні можливостей мереж п'ятого покоління на частоті 4,5 ГГц в декількох містах Японії. Під час пілотного проєкту партнери перевірятимуть різні сценарії використання 5G в частотних діапазонах 4,5 ГГц і 28 ГГц, а також досліджуватимуть взаємодію між технологіями 5G і LTE. Пілотний проєкт має завершитись до березня 2018 року, а комерційні 5G послуги для своїх абонентів KDDI планує запустити вже до 2020 року. У Москві 5G працює на зразок в «Сколково», плюс Tele 2 і Ericsson запустили 5G в тестовому режимі на Тверській, в діапазоні 28 ГГц. Працює мережа п'ятого покоління від станції метро «Охотний ряд» до «Маяковський». Ще одну тестову зону запустили MTC і Huawei, вона працює на території ВДНГ.
14 квітня 2020 року Vodafone протестував мережу 5G в Києві. Було досягнуто швидкості 525 мегабіт в секунду. Також lifecell повідомив про тестування нової технології в кількох містах України.
4 березня 2021 року компанія Samsung встановила новий рекорд швидкості щодо передачі даних в мережі 5G: 5,23 Гбіт/с. Телефон Samsung Galaxy S20+ завантажив 4-гігабайтовий фільм із роздільною здатністю в full-HD за шість секунд.
В травні 2024 року японські інженери з компанії HAPSMobile успішно провели перше випробування 5G-зв'язку у стратосфері. Тестування здійснювалось на висоті близько 20 км над Землею. Вчені використовували спеціальний безпілотний літальний апарат Hawk 30. Мета цього проєкту — створити глобальну мережу 5G, яка зможе забезпечити зв’язок у віддалених і важкодоступних районах планети. Використання стратосферних платформ дозволить покрити великі території і забезпечити надійний зв’язок у надзвичайних ситуаціях.

## Безпека
7 серпня 2024 року, група дослідників з Університету штату Пенсільванія опублікувала звіт про виявлення низки недоліків безпеки в різних базових смугах 5G, що дозволяють хакерам непомітно зламати жертв і шпигувати за ними. Використовуючи спеціальний інструмент аналізу під назвою 5GBaseChecker, дослідники виявили вразливості базової смуги Samsung, MediaTek і Qualcomm, що використовується в телефонах Google, OPPO, OnePlus, Motorola і Samsung.

## В Україні
17 травня 2019 р. Президент України Петро Порошенко видав Указ щодо впровадження системи мобільного зв'язку 5-го покоління (5G) в Україні.
19 липня 2019 р. Президент України Володимир Зеленський провів зустріч з мексиканським інвестором Пітером Фойо, спеціалізацією якого є телефонія та телекомунікаційні послуги, що актуально в контексті розвитку в Україні мобільного зв'язку та підготовки до запуску 5G. Головний виконавчий директор Principal Standard Group підкреслив, що для нього є важливою позиція Президента щодо побудови конструктивної співпраці на засадах відкритості.
В Україні працює центр моніторингу безпеки руху на дорогах. Для цього використовують технології 4G/5G і інтернет-речей.
7 квітня 2020 року на сайті Президента України була зареєстрована електронна петиція з вимогою «заборонити впровадження 5G через вкрай негативне його впливання на здоров'я». Петиція набрала 25638 голосів з 25000, необхідних для її розгляду. 20 липня в Офісі президента України відхилили вимоги; Президент подякував підписантам «за активну громадянську позицію», але зазначив, що 5G не несе шкоди здоров'ю, якщо дотримуватися вимог щодо рівня електромагнітного випромінювання.
У серпні 2021 року Кабмін схвалив рішення про дослідження 5G-частот в Україні. В жовтні 2021 року технологічній зоні 5G Lab було розгорнуто фрагмент мережі 5G. Це спільний проєкт Міністерства цифрової трансформації, мобільного оператора Vodafone Україна, компанії Huawei Ukraine та технологічного парку UNIT.City.
Планувалося, що 5G повністю стане доступним в Україні у 2022 році. Однак, російське вторгнення в Україну завадило цим планам. Зі слів експертів можливо, що запуск 5G відбудеться вже до кінця 2023 року, але лише у великих містах: Києві, Харкові, Одесі, Львові та Дніпрі. Решта українців зможуть відчути переваги ультрашвидкого інтернету протягом наступних двох років.
16 вересня 2023 року віцепрем'єр-міністр Михайло Федоров повідомив, що українські оператори мобільного зв'язку готуються до впровадження високошвидкісного зв'язку 5G. Зокрема, пілотний проєкт зв'язку п'ятого покоління на території України планують запустити вже у 2024 році.
Наприкінці травня 2024 року, в Україні у тестовому режимі запустили 5G, який тестує компанія Vodafone. В той час, Європейський Союз планує покрити 5G територію всіх міст та основних шляхів вже до 2025 року.
1 листопада 2024 року віцепрем'єр-міністр Михайло Федоров повідомив, що Кабінет Міністрів України ухвалив зміни до постанови про використання радіочастот, що дозволить запустити тестування стандарту звʼязку п’ятого покоління 5G в країні. Оновлена Постанова забезпечить більшу гнучкість для операторів, частоти 2100 МГц тепер можна буде використовувати не тільки для 3G, а й для технологій 2G або 4G. Припинення використання частот 694–862 МГц для аналогового та цифрового телебачення звільнить їх для мобільного зв’язку. Заплановано, що пілотний проєкт 5G триватиме 2 роки та пройде у два етапи. Для тестування фахівці обрали три українські міста. Першим містом України, де тестуватимуть мережу 5G, стане Львів. Україна планує завершити повноцінний запуск технології 5G до 2030 року.

## Розгортання в інших країнах світу
Перші ознаки розгортання комерційних мобільних мереж на основі 5G з'явилися у 2020 р., а більш широкомасштабне впровадження почнеться з 2025 року.
Станом на кінець 2021 року, компанія Ericsson є світовим лідером з впровадження технології 5G. Наразі діє понад 160 мереж нового покоління, 50 % з яких працюють на технологіях компанії Ericsson, кількість користувачів технології 5G сягає понад 500 млн людей та за прогнозами сягне 3,4 млрд до 2026 року.

### Південна Корея
Південна Корея планує розгорнути мережу 5G до Зимових Олімпійських Ігор 2018 року, які будуть проводитись у цій країні. Японія теж планує мати працюючу мережу 5G до Літніх Олімпійських Ігор 2020 року.
У лютому 2017 року на Світовому Конгресі Мобільних технологій в Барселоні представники Samsung заявили, що перша комерційна мережа 5G буде запущена на початку 2018 року.
Експериментальна мережа 5G була розгорнута перед церемонією відкриття Зимової Олімпіади 9 лютого 2018 року. З її допомогою було організоване управління 1200 LED ліхтарями, які утворили форму голуба. Швидкість передачі даних в мережах 5-го покоління була продемонстрована на прикладах прямої трансляції з кабіни бобслеїв, лижних трас, зображення 360° бігунів на ковзанах та фігурного катання; подорожах у віртуальній реальності на хокейні матчі та спуски на сноубордах.
У рекламній кімнаті на станції Гангнеон був встановлений зв'язок з іншою експериментальною мережею 5G в Оулу (Фінляндія) через оптоволоконний кабель завдовжки 14 000 км. Відвідувачі мали можливість здійснити віртуальну подорож через Оулу або ж керувати сенсорами глибини снігу чи яскравість полярного сяйва. Відвідувачі в Оулу, натомість, мали можливість здійснити віртуальну подорож станцією Гангнеон.
У розгорнутій експериментальній мережі була використана технологія NFV MANO (англ. network functions virtualization management and orchestration), яка дозволяє виконувати маршрутизацію даних програмним забезпеченням, а не спеціально створеним апаратним забезпеченням.
Також планується випробувати нову технологію супутникового зв'язку Block Filtered-OFDM.
24 травня 2023 року, Антимонопольний регулятор Південної Кореї заявив, що ним було прийняте рішення щодо накладення штрафу на трьох операторів мобільного зв'язку країни, а саме «SK Telecom Co.», «KT Corp.» та «LG Uplus Corp.», на загальну суму 33,6 млрд вон (25,4 млн доларів США) за оманливу рекламу швидкості послуг мережі 5G, яку вони начебто могли надавати споживачеві. Три оператори мобільного зв’язку поширювали неправдиву або спотворену інформацію про швидкість своїх послуг 5G, вводячи тим самим в оману споживачів. Згідно повідомлення Комісії справедливої торгівлі (англ. Fair Trade Commission) (FTC), оператори змушували повірити в можливість отримати швидкість 20 Гбіт/сек, що є лише теоретично можливою в межах технології 5G. Зокрема, оператори Telecom і KT стверджували, що завантаження відеофайлу розміром 2 ГБ через мережу 5G займе лише 0,8 секунди. LG Uplus стверджувала, що передача файлу розміром 2,5 ГБ займе лише одну секунду. «Станом на момент поширення згаданої реклами середня швидкість завантаження в мережах 5G трьох операторів коливалась від 656 до 801 Мбіт/сек, що становить лише 3-4 відсотки від 20 Гбіт/сек», — повідомив регулятор. В зв'язку з тим, що частка компанії «SK Telecom Co.» на південнокорейському ринку послуг мобільного зв’язку становить 39,4 %, за нею йдуть «KT Corp.» з часткою 22,4 % і «LG Uplus Corp.» з часткою 20,8 %, у FTC відповідно планують накласти на компанію SK Telecom штраф в розмірі 16,8 млрд вон, компанію KT планують покарати на суму 13,9 млрд вон, а LG Uplus – на суму у 2,8 млрд вон.

### Німеччина
У травні 2018 року було повідомлено, що після успішного випробування тестової мережі 5G в портовому районі Гамбурга оператор Deutsche Telekom розгорнув тестову мережу в Берліні. У районі Мітте (Лейпцизька вулиця), та районі Шененберг (вулиці Вінтерфельдштрасе) було встановлено три базові станції. Ці станції стануть ядром кластера мережі 5G, яку оператор планує до літа розширити до 70 базових станцій в 20 місцевостях. На першому етапі новостворений кластер покриватиме «смугу» 5 км завширшки.
Робоча частота мобільного зв'язку дорівнює 3,7 ГГц та використовує обладнання виробництва Huawei із використанням стандартів 5G NR (New Radio). Кожна базова станція охоплюватиме сектор у 120° та матиме 64 антен Massive MIMO.
3 липня 2019 року нову мережу було запущено в Берліні та Бонні.

### Італія
5 червня 2019 року Італія третьою у Європі (після Швейцарії та Британії) запустила 5G. Послугу надає італійський провайдер Vodafone-Italia. Послуга доступна у п'яти великих містах: Мілані, Турині, Болоньї, Римі та Неаполі, а також у 28 муніципалітетах у столичному регіоні.

### США
Американський оператор мобільного зв'язку AT&T офіційно оголосив, що запустить власну 5G-мережу в США до кінця 2018 року. Можливість скористатися новою технологією отримають жителі 12 міст (зокрема: Даллас, Техас; Атланта, Джорджія; Вако, Техас), при цьому оператор особливо підкреслив, що мова йде про останню версію специфікацій Non-Standalone 5G NR, а не про «псевдо-5G» (поліпшений 4G/LTE). Подібна технологія з назвою 5G Evolution вже працює в мережах AT&T в 23 містах США.
Таким чином, AT&T стане першим мобільним оператором в США, який почне надавати своїм абонентам 5G-зв'язок. Оператор мобільного зв'язку Sprint збирається почати розгортати свої мережі п'ятого покоління в 2019 році, а T-Mobile — у 2020 році. При цьому Verizon вже активно тестує технологію 5G і також може виступити з аналогічною заявою про швидкий запуск її комерційної версії.
Слід зазначити, що може йтись про послуги доступу до Інтернет стаціонарним абонентам (наприклад, через спеціальні модеми в оселях, офісах, тощо). Використання радіозв'язку може мати економічний сенс через менший обсяг необхідних початкових інвестицій в порівнянні з прокладанням оптичних кабелів.
У вересні 2018 року компанія Verizon оголосила про намір запустити послуги мереж 5G для домашніх абонентів у Х'юстоні, Індіанаполісі, Лос-Анджелесі, та Сакраменто з першого жовтня того ж року. Канали зв'язку матимуть пропускну здатність у середньому 300 Мбіт/с, з піковими показниками на рівні 1 Гбіт/с.

### Швейцарія
З 17 квітня 2019 р. 5G працює в містах Женеві, Лозанні, Берні, Цюриху та ін. До кінця 2019 р. компанія Swisscom має намір охопити послугами 5G 90 % населення Швейцарії.

### Монако та Сан-Марино
Станом на початок 2019 року мережу п'ятого покоління запустили у Монако та Сан-Марино.

### Велика Британія
29 травня 2019 року британський оператор ЕЕ запустив першу мережу 5G у Великій Британії. Зв'язок буде доступний у шести великих містах, включаючи Лондон, Единбург і Манчестер, до кінця року мережа повинна бути запущена ще в 10 містах. У тарифному плані за £33.99 користувачі отримають 120GB трафіку. Швидкість інтернету має складати 100—150 МБ/с.
Велика Британія планує відмовитися від послуг мобільного зв'язку 2G і 3G до 2033 року, щоб повністю перейти на 5G і 6G.
Церемонія коронації короля Чарльза III та Камілли, запланована на 6 травня 2023 року, стане першою подією, яку транслюватимуть на території Великої Британії через публічну автономну мобільну мережу п'ятого покоління 5G (5GSA), яка побудована за технологією сегментації мережі, що дозволяє операторам послуг зв’язку створювати окремі та ізольовані мережі для різних випадків використання.

### Китай
У середині 2019 року в Китаї вперше було проведено операцію за допомогою 5G. Головний лікар пекінської клініки провів дві дистанційні операції, перебуваючи відповідно на відстані 710 та 1100 км від пацієнта. Під час операції було імплантовано 12 гвинтів у хребти пацієнтам.
31 жовтня 2019 року 3 найбільших китайських мобільних провайдери оголосили про запуск 5G-тарифів. Вони будуть доступні в 50 містах Китаю. До середини жовтня в Шанхаї було активовано 11 859 базових станцій 5G. Тарифні плани будуть коштувати від 128 юанів (близько 451 грн) до 599 юанів (2100 грн).

### Саудівська Аравія
Влітку 2020 року проводилося тестування швидкості інтернету 5G в 12 країнах. У Саудівській Аравії швидкість виявилася найбільшою і склала 144 Мбіт/с.

### Канада
Влітку 2020 року проводилося тестування швидкості інтернету 5G в 12 країнах. В Канаді швидкість виявилася найбільшою після Саудівської Аравії і склала 90 Мбіт/с. Тестування проводилося із 16 травня по 14 серпня.

### Іспанія
14 квітня 2023 року, іспанська супутникова компанія Sateliot, після трьох невдалих спроб через погодні умови, запустила у космос перший 5G-супутник. Запуск супутника відбувся о 23:47 (за тихоокеанським часом) на борту SpaceX Falcon 9 з бази космічних сил США Ванденберг у Каліфорнії (США). Він має стати частиною глобальної мережі 5G, сформованої із супутників, що обертатимуться на навколоземній орбіті. У компанії Sateliot дали своєму першому супутнику назву Groundbreaker («Першопроходець») та стверджують, що це – перший супутник у космосі, що може забезпечувати зв’язок у стандарті 5G. Щоправда, супутник Groundbreaker та інші подібні супутники, які компанія Sateliot планує запустити у космос в майбутньому, не призначений для надання послуг 5G-зв’язку безпосередньо власникам мобільних телефонів. Натомість Sateliot планує запропонувати свої послуги компаніям та іншим зацікавленим сторонам, які бажають підключати через мережу 5G свої IoT-пристрої на територіях, де наразі відсутнє покриття мереж 5G. Коли космічна 5G-мережа від Sateliot буде повністю збудована, вона, як передбачається, складатиметься з 250 супутників. Зокрема, до кінця поточного року компанія планує запустити у космос ще чотири супутники, а наступного року – ще 60. Орієнтовно до 2026 року у Sateliot сподіваються мати на орбіті повну мережу з 250 супутників.

### Естонія
10 травня 2023 року, в офіційній заяві Департаменту захисту прав споживачів та технічного нагляду (TTJA) було оголошено, що у конкурсі на частоти взяли участь три телекомунікаційні компанії, а саме Elisa, Telia та Tele2. Кожна з них отримала по дві частоти. У сумі це дало їм право використовувати 800 МГц частотного ресурсу на національному рівні. Зазначеним компаніям були видані ліцензії на розбудову мереж 5G в діапазоні 24.7-27.1 ГГц.

### Болгарія
З 12 травня 2023 року, згідно повідомлення пресслужби української телекомунікаційної компанії Lifecell, 5G-зв’язок доступний для абонентів оператора на території Болгарії.

### Австрія
З 12 травня 2023 року, згідно повідомлення пресслужби української телекомунікаційної компанії Lifecell, 5G-зв’язок доступний для абонентів оператора на території Австрії.

### Фінляндія
З 12 травня 2023 року, згідно повідомлення пресслужби української телекомунікаційної компанії Lifecell, 5G-зв’язок доступний для абонентів оператора на території Фінляндії.

### Домініканська Республіка
З 12 травня 2023 року, згідно повідомлення пресслужби української телекомунікаційної компанії Lifecell, 5G-зв’язок доступний для абонентів оператора на території Домініканської Республіки.

### Японія
Японський оператор послуг зв’язку KDDI обрав компанію Ericsson для реалізації проєкту із будівництва у країні перших підземних базових станцій мереж 5G. Зокрема, Ericsson постачатиме підземні антени, необхідні для будівництва підземних базових станцій 5G. Як йдеться у пресрелізі, підготовленому компанією Ericsson, ці «колодязні» базові станції дозволять операторам та муніципалітетам розміщувати технічне обладнання мереж бездротового зв’язку в колодязях підземної інфраструктури. Своєю чергою це має пришвидшити процес отримання необхідних дозволів та розгортання мереж. Інноваційне рішення від Ericsson дозволяє встановлювати антени базових станцій 5G під землею. Результатом цього є економія місця та можливість використання наявних ресурсів – таких, як інфраструктурні об’єкти волоконно-оптичних та електричних мереж. Зрештою, це створює умови для розгортання мережі базових станцій 5G, не псуючи ландшафт.
В 2024 році в Японії почали випробовувати інноваційний підхід до встановлення базових станцій 5G. Як повідомляє видання Datacenter Dynamics,  японська компанія JTower розпочала впровадження нового способу розміщення базових станцій 5G, вбудовуючи антени безпосередньо у віконне скло будівель. Таке рішення дозволяє забезпечити якісний зв’язок як всередині приміщень, так і на прилеглих вулицях. Це особливо актуально для місць, де традиційне розміщення обладнання ускладнене через особливості ландшафту або де часто проводяться масові заходи. Перша така базова станція вже встановлена на вікнах будівлі Shinjuku 3-chome East Building у Токіо.

### Португалія
27 травня 2023 року, згідно повідомлення The Portugal Resident з посиланням на документ, розроблений португальською Радою з питань кібербезпеки, Уряд Португалії планує заборонити використання обладнання виробництва компанії Huawei для розбудови національної мережі 5G. В публікації стверджується, що португальський уряд стурбований питаннями безпеки обладнання виробництва Huawei. Тому в розробленому документі пропонується обмежити використання компонентів, що мають високий ризик, зокрема, виробництва Huawei та низки інших компаній. В уряді рекомендують місцевим операторам мереж не купувати обладнання для станцій 5G у постачальників, які походять з країн, що не належать до Європейського Союзу, а також не входять до НАТО чи ОЕСР.

### В’єтнам
16 жовтня 2024 року, найбільший телекомунікаційний оператор В’єтнаму Viettel розгорнув мережу п’ятого покоління у всіх 63 провінціях та містах країни. Як повідомляє Електронна газета Комуністичної партії В’єтнаму, це перша повномасштабна мережа 5G у державі. За перші шість місяців після отримання ліцензії на використання частоти 2600 МГц компанія встановила понад 6500 базових станцій. Мережа охоплює всі адміністративні центри країни, а також забезпечує покриття промислових зон, туристичних районів, портів, аеропортів, лікарень та університетів. Технічні характеристики нової мережі вражають: швидкість передачі даних сягає від 700 Мбіт/с до 1 Гбіт/с, що вдесятеро перевищує можливості 4G. Особливістю розгортання стало одночасне впровадження двох архітектурних платформ — 5G NSA (non stand alone) та 5G SA (stand alone).

## Теорії змови
У 2020 році здобула поширення теорія змови про те, що начебто випромінювання радіообладнання, що працює за стандартом 5G, сприяє поширенню вірусу SARS-CoV-2 і є причиною пандемії коронавірусної хвороби. Станом на початок квітня 2020 року лише у Великій Британії було зареєстровано близько 30 актів вандалізму проти стільникових башт та кілька спроб підпалу, причому палили башти і 3G.